# VBV – Vorsorgekasse

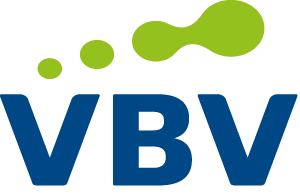
VBV - Vorsorgekasse

Die VBV-Vorsorgekasse AG ist die größte Vorsorgekasse in Österreich. Sie ist eine Gesellschaft der VBV-Gruppe, einem Finanzdienstleistungsunternehmen im Bereich der betrieblichen Altersvorsorge in Österreich.

## Allgemeines
Die VBV-Vorsorgekasse wurde am 28. Juni 2002 als gemeinsame Tochter der Vereinigten Pensionskasse AG und der BVP-Pensionskassen AG gegründet (aus den Anfangsbuchstaben dieser Gesellschaften entstand die Kurzform VBV).
Der operative Geschäftsbetrieb der Vorsorgekasse begann im Jahr 2003. Die Gesellschaft firmierte zu Beginn als Mitarbeitervorsorgekasse. Durch eine Gesetzesnovelle, die die Selbständigen in das Abfertigungsgesetz mit einbezieht, änderte sich der Firmenwortlaut mit 1. Jänner 2008 von VBV Mitarbeitervorsorgekasse auf VBV Vorsorgekasse.
Die VBV betreut in Österreich Arbeitnehmer sowie Unternehmen und Selbständige im Bereich der obligatorischen betrieblichen Vorsorge. Sie vertreibt das Vorsorgeprodukt über Finanzdienstleister (Banken und Versicherungen) sowie österreichweite Maklerkooperationen.

## Struktur
Die VBV-Vorsorgekasse ist eine von sieben Gesellschaften der VBV-Gruppe.
Folgende Aktionäre sind an der VBV-Vorsorgekasse direkt beteiligt: VBV - Betriebliche Altersvorsorge AG (91 %), Merkur Versicherung AG (3 %), Wüstenrot Versicherungs AG (3 %), Vorsorge der österreichischen Gemeindebediensteten (3 %).
Über die Beteiligung an der VBV - Betrieblichen Altersvorsorge AG ist eine zweistellige Zahl von Unternehmen indirekt an der Vorsorgekasse beteiligt.

## Auszeichnungen
- EFQM-Siegel „Recognised for Excellece – 6 Star“ 2020–2022
- Staatspreis Unternehmensqualität 2017 und 2019[5]
- ÖGUT-Gold Zertifizierung 2004–2022[6]
- Austrian Sustainability Reporting Award (ASRA) 2017–2021[7]
- Aufnahme in PRI Leaders Gruppe 2019
- VKI Testsieger 2016–2019
- Recognised for Excellence 5 Star 2018
- Klimaschutzpreis 2017
- Leitbetriebe
- ISO14001:2015
- EMAS
- Österreichisches Umweltzeichen
- ÖkoBusinessPlan
- ÖGUT-RIS 2016
- Green Brand Austria
- UN PRI
- Montreal Carbon Pledge
- yourSRI.com
- Mehrfache Auszeichnung (2. Platz) bei greatplacetowork.at